# رنه وی‌ینه
رنه وی‌ینه (فرانسوی: René Viénet‎؛ زادهٔ ۶ فوریهٔ ۱۹۴۴) یک چین‌شناس و کارگردان فیلم و نویسنده موقعیت‌گرای مشهور اهل فرانسه است.
از فیلم‌ها یا مجموعه‌های تلویزیونی که وی در آن‌ها نقش داشته‌است می‌توان به دختران کاماره اشاره نمود.